# Frullania bonariensis
Frullania bonariensis là một loài Rêu trong họ Jubulaceae. Loài này được Reiner, Maria Elena mô tả khoa học đầu tiên năm 1988.